# Partido Socialista Democrático de China
El Partido Socialista Democrático de China (PSDC; en chino tradicional, 中國民主社會黨; pinyin, Zhōngguó Shehui mínzhǔdǎng) fue un partido político de la República de China fundado el 15 de agosto de 1946 como una fusión del Partido Nacional Socialista de China y el Partido Constitucionalista Democrático. Apoyaban al gobierno del Kuomintang en la guerra civil pero exigían el establecimiento de una democracia liberal en el país. Su primer líder fue Carsun Chang.
Tras la caída del gobierno del Kuomintang y su traslado a la isla de Taiwán, el PSDC se trasladó también a dicho territorio y junto con el Partido de la China Joven constituyeron la única oposición parcialmente legal al régimen tras la prohibición de los demás partidos políticos. No pudo presentar demasiadas candidaturas debido a las restricciones legales, pero logró gobernar, por medio de candidaturas independientes, la ciudad de Taipéi en varias ocasiones, además de otros cargos a nivel municipal y legislativo. Tras la democratización del país en 1992, el partido prácticamente perdió toda su influencia política, convirtiéndose en una fuerza marginal.

## Resultados electorales

### Elecciones presidenciales
|  | 3.09 % |

|  | 100 % |